# Singa (république démocratique du Congo)
Pour les articles homonymes, voir Singa.
Singa est une localité de la République démocratique du Congo, située dans la province du Bas-Congo.
Fondée[Quand ?], elle compte un certain nombre d'habitants[Combien ?][réf. nécessaire].